# Parastigmatea nervisita
Parastigmatea nervisita är en svampart som beskrevs av Doidge 1921. Parastigmatea nervisita ingår i släktet Parastigmatea och familjen Polystomellaceae.   Inga underarter finns listade i Catalogue of Life.